# Università statale del Nuovo Messico
L'Università statale del Nuovo Messico (o New Mexico State University) è un'università statunitense pubblica con sede a Las Cruces, in Nuovo Messico.

## Storia
L'università fu fondata nel 1888 come Las Cruces College per poi divenire l'anno successivo New Mexico College of Agriculture and Mechanic Arts; ha assunto l'attuale denominazione solo nel 1960.

## Sport
Gli Aggies, che fanno parte della NCAA Division I, sono affiliati alla Conference USA. La pallacanestro, il golf e il football americano (di cui la "statale del Nuovo Messico" è campione NCAA nel 1959 e nel 1960) sono gli sport principali, le partite interne vengono giocate all'Aggie Memorial Stadium e indoor al Pan American Center.

### Pallacanestro
Nuovo Messico è uno dei college più rappresentativi nella pallacanestro, conta 22 apparizioni nella post-season raggiungendo però le Final Four sono nel torneo del 1970 (sconfitta in semifinale da UCLA).